# Stuart Parnaby
Stuart Parnaby (ur. 19 lipca 1982 w Durham) – angielski piłkarz występujący na pozycji prawego obrońcy w Middlesbrough.

## Kariera klubowa
Swoją piłkarską karierę Parnaby rozpoczynał w roku 1998 w juniorskim zespole Middlesbrough. Do pierwszej drużyny włączony został dwa lata później. Zadebiutował w niej 19 września 2000 roku w spotkaniu Pucharu Ligi z Macclesfield Town. W lidze jednak nie zadebiutował i 23 października został wypożyczony do grającego wówczas w League Two Halifax Town. W drużynie tej rozegrał sześć ligowych spotkań, po czym w grudniu powrócił do Middlesbrough.
W sezonie 2001/2002 nie rozegrał ani jednego spotkania, zaś 26 października w meczu z Ledds United zadebiutował w Premier League. W tych rozgrywkach wystąpił jeszcze w 20 pojedynkach. Od tego czasu Parnaby stał się podstawowym zawodnikiem swojego klubu. W sezonie 2005/2006 wraz ze swoim zespołem dotarł do półfinału Pucharu Anglii, w którym Birmingham przegrało 0:7 z Liverpoolem. W maju tego samego roku piłkarz wystąpił od pierwszej minuty w przegranym 0:4 finale Pucharu UEFA z Sevillą. W Middlesbrough grał jeszcze przez jeden sezon, po czym 1 czerwca 2007 roku przeszedł do Birmingham City.
W zespole tym zadebiutował 12 sierpnia w ligowym meczu z Chelsea F.C. Swój pierwszy sezon zakończył z 13 występami w Premier League oraz dwoma w Pucharze Ligi. Wraz ze swoim zespołem spadł do League Championship. Rok później zakończył sezon z 21 występami, a jego zespół powrócił do Premier League.

## Kariera reprezentacyjna
W latach 2002–2003 Parnaby wystąpił w czterech meczach reprezentacji Anglii do lat 21.